# Valerie Glover

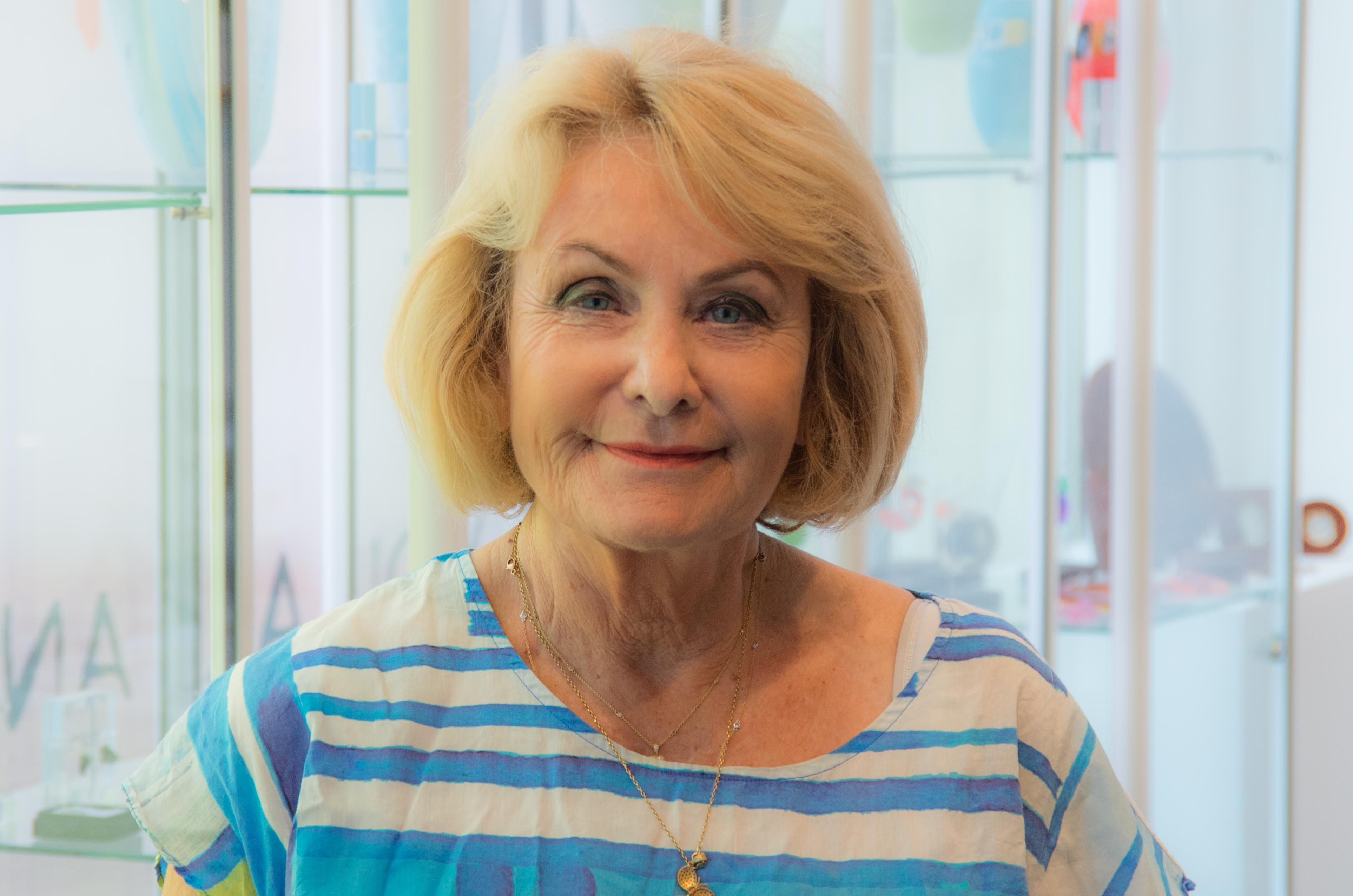
Valerie Glover na Galeria de Arte Lawrence Wilson (2020-03-08)

Valerie Glover é uma artista australiana. Ela formou-se na Universidade Curtin em 2002 com um diploma de Belas Artes. Glover é conhecida pelos seus trabalhos que foram exibidos no Hospital para Crianças Princesa Margaret. Como artista, Glover produz trabalhos de colagem e acrílico como o Notre Dame - P & o Hotel - Fremantle. Em 2014, a cidade de Nedlands sediou a exposição Little Bit Long Way, composta por 85 obras criadas com acrílico, mídia mista e pintura a óleo.